# Hans første Kærlighed
Hans første Kærlighed er en dansk stumfilm fra 1914, der er instrueret af Vilhelm Glückstadt.

## Handling
Denne artikel mangler et handlingsreferat. Hjælp os med at skrive det.

## Medvirkende
- Valdemar Møller - Kongen
- Hugo Bruun - Prinsen
- Peter S. Andersen - Wolffram
- Gudrun Houlberg - Sibyl
- Charles Løwaas
- Oscar Kiertzner
- Alfred Arnbak
- Alfred Sjøholm
- Parly Petersen